# Siegmund Exner
 (mars 2012).
Si vous disposez d'ouvrages ou d'articles de référence ou si vous connaissez des sites web de qualité traitant du thème abordé ici, merci de compléter l'article en donnant les références utiles à sa vérifiabilité et en les liant à la section « Notes et références ».
Pour les articles homonymes, voir Exner.

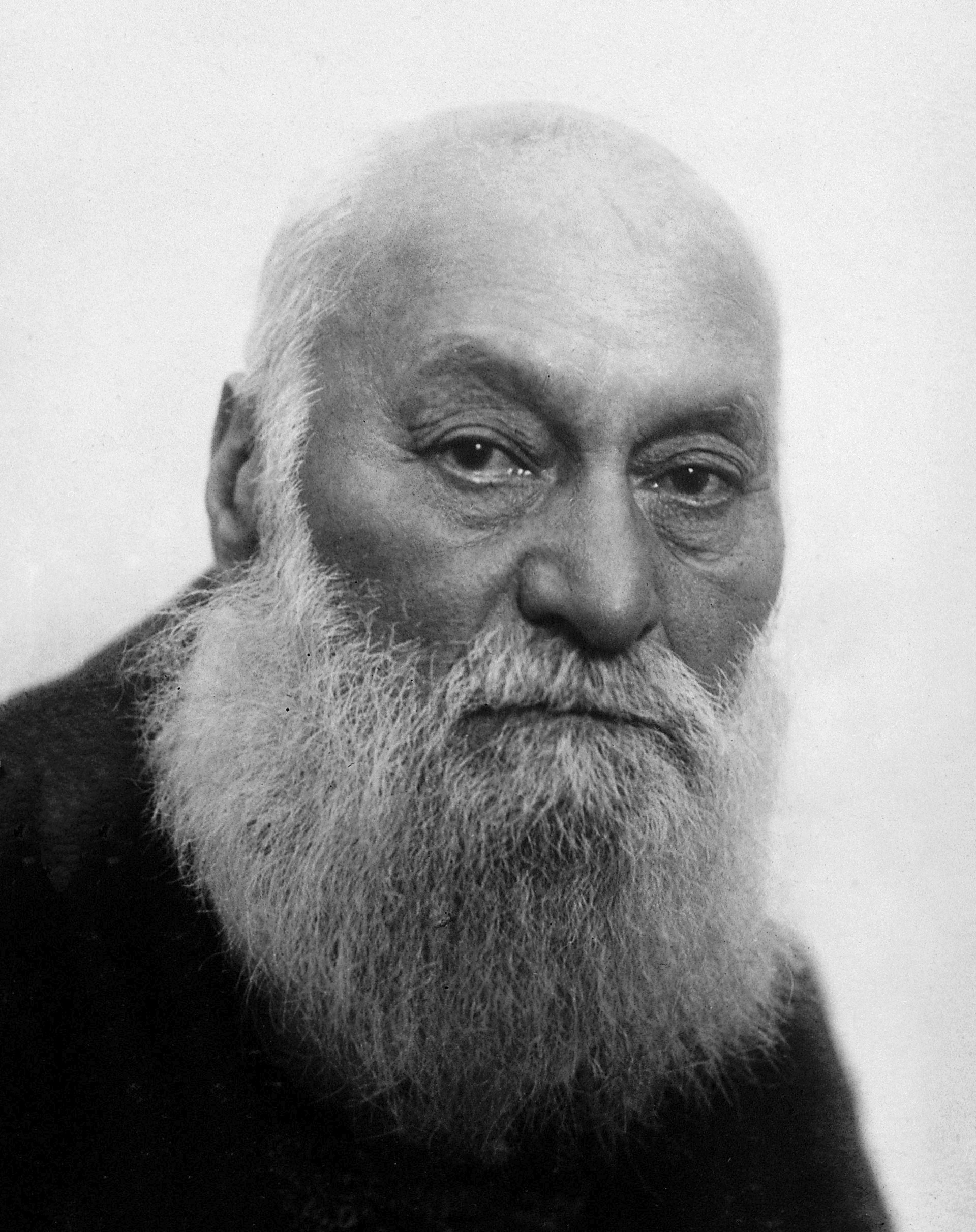
Siegmund Exner

Siegmund Exner (dénommé Siegmund Ritter Exner von Ewarten à partir de 1917, né le 5 avril 1846 à Vienne, décédé le 5 février 1926, ibid.) était un physiologiste autrichien.

## Biographie
Siegmund Exner nait en 1846 à Vienne. Il est le quatrième enfant d'une fratrie de cinq. Son père est le Professeur de philosophie et réformateur du système éducatif autrichien Franz Serafin Exner. Ses frères Adolf Exner, Karl Exner et Franz-Serafin Exner, deviendront tout comme lui Professeur, dans différentes disciplines. Sa sœur, Marie Exner, qui entretient une importante amitié avec Gottfried Keller, est la mère de Karl von Frisch, lauréat du Prix Nobel de médecine en 1973.
Siegmund Exner prend ses cours au Akademische Gymnasium, avant d'étudier à partir de 1865 la médecine. Il suit les cours de Ernst Brücke, à Vienne, pour sa première année, avant de partir pour les années 1867-1868 à Heidelberg, où il suit les cours de Hermann von Helmholtz.
Il est promu Docteur en Médecine en 1870, et devient alors assistant, avant de devenir, en 1871, chargé de cours. Puis, en 1875, il devient éminent professeur à l'Institut de Physiologie de Vienne. Grâce à Ernst Brücke, il y rencontre Sigmund Freud, et le neurologue Josef Breuer, dont il s'inspirera pour ses travaux.
En 1881 Exner décrit de manière empirique, une zone du cerveau très spécialisée pour la production du langage écrit en autopsiant des patients souffrant de leur vivant de troubles de l’écriture.
En 1891, il est nommé successeur de von Brücke à la chaire de physiologie de l'université de Vienne.